# Arthur Edward Harbord
Arthur Edward Harbord (* 13. September 1883 in Kingston upon Hull; † 11. Oktober 1961 in Bromsgrove) war ein britischer Marineoffizier, der an der Nimrod-Expedition (1907–1909) des britischen Polarforschers Ernest Shackleton in die Antarktis beteiligt war.

## Leben
Harbord war eines von fünf Kindern des Fischers Richard Arthur Harbord und dessen Frau Rose Helen (geborene Chamberlain). Als er fünf Jahre alt war, zog die Familie nach New Clee, eine Pfarrei in der Nähe von Grimsby. Im Alter von 12 Jahren ging er zur britischen Handelsmarine und machte eine Ausbildung auf Klippern, die er 1906 mit dem Zertifikat zum Master abschloss.
Nahezu buchstäblich in letzter Minute wurde Harbord 1907 Besatzungsmitglied der Nimrod bei Shackletons erster eigenen Antarktisexpedition. Während der Fahrt von England nach Neuseeland von August bis Dezember 1907 sowie für die Weiterfahrt in die Antarktis und zurück von Januar bis März 1908 war er Navigator, bei der Rückholfahrt der Landungsmannschaft von Dezember 1908 bis März 1909 diente er als Zweiter Offizier. Bei der von John King Davis geleiteten Suchfahrt nach in den Karten der Admiralität als zweifelhaft vermerkten subantarktischer Inseln und Inselgruppen, die sich dabei allesamt als Phantominseln herausstellten, bekleidete Harbord von März bis August 1909 die Position als Erster Offizier. Für seine Verdienste um die Expedition wurde er mit der bronzenen Ausführung der Polar Medal ausgezeichnet.
Nach seiner Rückkehr von der Forschungsreise heiratete er 1910 in seiner Geburtsstadt seine Frau Gladys (geborene Penn). Er nahm seinen Dienst bei der Handelsmarine wieder auf und arbeitete für die White Star Line und die Booth Line. Zudem nahm er an einer Expedition zur Suche nach der Quelle des Amazonas teil. Ferner war er als stellvertretender Expeditionsleiter der British Antarctic and Oceanographical Expedition unter Joseph Foster Stackhouse (1873–1915) vorgesehen, welche den Küstenverlauf zwischen dem Edward-VII-Land und dem Grahamland erkunden sollte, jedoch anders als Shackletons Endurance-Expedition (1914–1917) durch den Ausbruch des Ersten Weltkriegs nicht zustande kam. Im Krieg diente Harbord als Lieutenant der Royal Navy nacheinander auf drei Schiffen, die allesamt torpediert wurden. Nach dem Krieg arbeitete er im Hydrographenamt der Admiralität. Im Zweiten Weltkrieg kehrte er nochmals im Rang eines Lieutenant der Royal Navy in den aktiven Dienst zurück. Im Anschluss daran war er in Liverpool als Marineinspektor und Vollzugsbeamter im Seefahrtsamt tätig. Mit Beginn des Ruhestands zog er sich in die Grafschaft Worcestershire zurück und starb 1961 im Alter von 78 Jahren.
Nach Harbord sind in der Antarktis der Harbord-Gletscher und die Harbord-Gletscherzunge benannt.